# Gare de Sin-le-Noble
Ne doit pas être confondu avec Gare de Ciry-le-Noble.
La gare de Sin-le-Noble est une gare ferroviaire française de la ligne de Saint-Just-en-Chaussée à Douai, située sur le territoire de la commune de Sin-le-Noble, dans le département du Nord, en région Hauts-de-France.
Une halte est mise en service en 1888 par la Compagnie des chemins de fer du Nord. C'est une halte de la Société nationale des chemins de fer français (SNCF), desservie par des trains TER Hauts-de-France.

## Situation ferroviaire
Établie à 30 mètres d'altitude, la gare de Sin-le-Noble est située au point kilométrique (PK) 220,863 de la ligne de Saint-Just-en-Chaussée à Douai, entre les gares de Cantin et de Douai.

## Histoire
La demande du Conseil général du département du Nord de création d'une halte obtient une réponse en 1885. L'ingénieur en chef du contrôle indique qu'elle est ajournée tant que l'exigence de la Compagnie des chemins de fer du Nord, d'une subvention de 10 000 fr et la mise à disposition gratuite des terrains nécessaires, n'est pas satisfaite. Lors de sa séance du 19 août 1886, le Conseil constate que toutes les formalités demandées ont été exécutées et que le Conseil d'État a approuvé cette ouverture. Le Conseil émet le vœu d'une signature rapide du Ministre des travaux publics pour qu'il n'y ait pas de temps perdu pour l'ouverture au service. La halte de Sin-le-Noble, est créée sur la ligne de Cambrai à Douai et mise en service en 1888 par la Compagnie des chemins de fer du Nord.
L'ouverture de la halte au service de la petite vitesse (marchandises), donne de nouveau lieu à des échanges entre le Conseil et la Compagnie par l'intermédiaire de l'administration de l'État, en 1901 les négociations n'ont pas abouti, la Compagnie demande à la collectivité une subvention de 43 000 fr comme participation au coût de cette création. L'ouverture du service complet de la petite vitesse intervient en 1907, le décret du 6 juillet autorise la Compagnie à percevoir des surtaxes locales pour le remboursement de l'emprunt effectué par la commune.

## Service des voyageurs

### Accueil
Halte SNCF, c'est un point d'arrêt non géré (PANG) à accès libre.
La traversée des voies et le passage d'un quai à l'autre se fait par un passage au niveau des voies.

### Desserte
Sin-le-Noble est desservie par des trains TER Hauts-de-France qui effectuent des missions entre les gares de Lille-Flandres, ou de Douai, et de Saint-Quentin, ou de Cambrai.

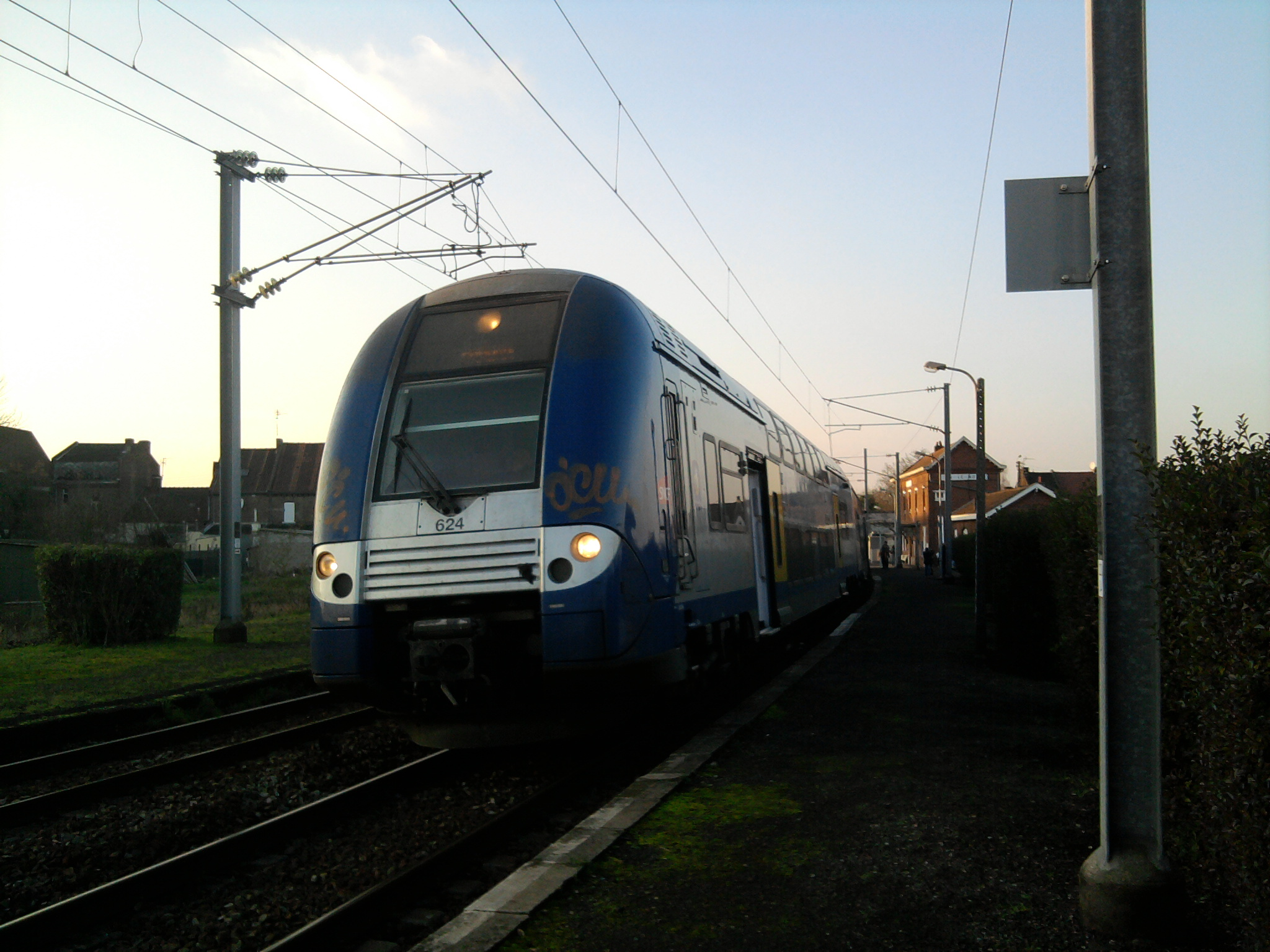
Desserte TER de la gare.

### Intermodalité
Le stationnement des véhicules est possible face à l'ancien bâtiment voyageurs. La gare est desservie par les lignes A et 13 du réseau Évéole.

## Service des marchandises
La gare de Sin-le-Noble est ouverte au service du fret (train massif uniquement).